# A megszabadított Jeruzsálem
A megszabadított Jeruzsálem (eredeti címe: Gerusalemme liberata) Torquato Tasso itáliai költő fő műve, húsz énekből álló keresztény eposza.
A barokk kor eposzai közül még a 16. század második felében született meg kettő, amelyet az utókor a halhatatlan művek közé sorolt: A lusiadák és A megszabadított Jeruzsálem.
Az eposz először 1581-ben, a költő akarata ellenére jelent meg. Később művét újraírta és 1593-ban Gerusalemme conquistata (A meghódított Jeruzsálem) címen jelentette meg. Az utókor azonban az eredeti változatot tekinti a végleges szövegnek.

## Cselekménye
Tárgya és történeti alapja: a Bouillon Gottfried (Goffredo, Godofred) vezette első keresztes hadjárat idején Jeruzsálem elfoglalása. A történelmi események azonban háttérbe szorulnak, és – a barokk ízlésnek megfelelően – a kalandok, a szerelmi epizódok, a mesés elemek kapnak nagy szerepet.
Gábriel arkangyal közli Goffredóval Isten akaratát: neki kell vezetnie a keresztes hadjáratot, hogy felszabadítsák Jeruzsálemet a muszlimok uralma alól. A hír kiváltja a keresztesek felháborodását, mert több tekintélyesebb lovag is van a seregben. Végül a bölcs Remete Péter tanácsára elismerik őt vezérnek, és a kereszténység legjobb lovagjai Jeruzsálem ellen vonulnak. Kelet uralkodóit megrémíti a közeledő sereg híre. Egyiptom királya alkudozni igyekszik a keresztesekkel. Vazallusa és Jeruzsálem uralkodója, Aladino, a keresztények kegyetlen üldözője összegyűjti az iszlám világ legjobb harcosait, hogy megvédje a várost. Az első ostrom idején kitűnik közülük az óriás Argante és az amazon leány, Clorinda, a keresztény seregben pedig maga Goffredo, valamint Tankredi és Rinaldo, az itáliai föld fia. Jeruzsálem falainál a keresztesek vezére megállítja a támadást, mert még nem jött el a város bevételének ideje, de végül természetesen győzelmet aratnak, elfoglalják a várost.
A pogány Argante igazi katona, aki lenéz mindenféle istenséget, egyedül a kardjában bízik, és csak a hozzá méltó ellenfél, Tankredi győzi le. A város védelmében életét is feláldozni kész Solimano Rinaldo kezétől hal meg. Az egyiptomiak vezérével Goffredo végez, akinek alakja különösen halványan van megrajzolva. Kidolgozottabbak a női alakok, változatosabbak és költőibbek a szerelmi jelenetek, amelyek gyakran megszakítják a küzdelmet.
Tankredi és az ellenséghez tartozó Clorinda szerelme tragikusan ér véget: a lovag véletlenül megöli Clorindát. Elégikus hangulatú Erminia félénk, csöndes vágyódása szerelme után. Rinaldo és a varázslónő Armida epizódja a történet kulcsa, tetőpontja. Rinaldo elhagyta az ostromlókat, és Armida, a varázslónő csodaszigetén kényezteti őt, hogy távol tartsa a harctól. Közben Jeruzsálemnél a keresztesek nem tudnak ostromgépeket készíteni, mert varázs van az erdőn, ahonnan fát szerezhetnének: a fák sírnak, sóhajtoznak. Az erdőt csak Rinaldo oldhatja fel a varázs alól. Két lovag felkeresi őt a szigeten és egy pajzs tükrében megmutatja neki elpuhult, hőshöz méltatlan arcát. Rinaldo elrémül és visszatér a sereghez, az elhagyott Armida pedig felfedezi, hogy a lovagot nemcsak számításból, hanem őszintén szereti.

### Szerkezete
A hősköltemény húsz énekből áll, versformája a nyolcsoros stanza. Cselekménye négy nagy részből épül fel:
- Bevezetés – az első négy ének.
- Bonyodalom – 5–13 ének: a kereszteseket egy sor csapás éri; Rinaldo felháborodva elhagyja soraikat; varázslók hatása alá kerülnek; a város felmentésére érkező egyiptomi sereg támadása; Goffredo megsebesül.
- Fordulat és tetőpont – a 17. ének végéig: Rinaldo megbékülése és visszatérése.
- Megoldás, befejezés – Jeruzsálem elfoglalása.

Tasso mintaképe Ludovico Ariosto volt, akinek igyekezett meghaladni Orlando furioso (Őrjöngő Lóránd) című eposzát, bár átemelt belőle motívumokat. Ezért az oldottabb lovagi eposz mintái mellett művében a szigorú klasszikus szerkesztési szabályokat, a hagyományos eposzi „kellékeket” is (propozíció, invokáció, enumeráció stb.) alkalmazta. „Így maga a történet eléggé száraz cselekményűvé lett, hősei nem jellemek, hanem magatartásképletek lettek.” Egy-egy epizódja vagy jellemző részlete pedig Vergilius Aeneis-ának nyilvánvaló átvétele, – amint ezt már Arany János kimutatta.

## Jellemzése
Az eposz tehát azon fordul meg, hogy Rinaldo legyőzi magában a szenvedélyt, az érzékiséget és vállalja a hősi élet veszélyeit. Jó és rossz harca itt már nem kívül játszódik le, nem két külső erő között, mint Dante Isteni színjátékában, hanem belül, az egyén lelkiismeretében, mint önmagára ébredés. Tasso lovagokról szóló eposzában „megszólal a lélek. (…) Erminia idilli élete a természet ölén; Armida, a boszorkány, aki Rinaldo távozása után ráeszmél, hogy elsősorban asszony: ezek már a lélek szomorú diadalai.”

### Stílusa, líraisága
Az eposz alaphangja emelkedett, patetikus. Ezt indokolja a választott téma, a magasztos vallási cél, a lovagi hősiesség, de maga a műfaj is. Az ünnepélyes alaphang mellett az epizódok stílusa változatos, hol líraian elégikus, hol érzékien gazdag. Különösen szépek meseszerű részei, érzékletesek és kifejezőek tájleírásai: az elvarázsolt erdő, a tündérsziget. „Ebben a világhíressé emelkedett epikában az a legszebb, legjobb, legköltőibb, ami nem epika, hanem líra.”

### Kettőssége
Ebben a stílusban különösen érzékletesen fejeződik ki magának az eposz költőjének meghasonlottsága. Egyfelől világos, harmonikus, életkedvtől ragyogó színek; a háttérben azonban magas, kietlen, hóborította hegy emelkedik. „A vidám virágok mellett feltűnik sötétzöld kemény levelével a babérfa, amely a képeken Tasso homlokát övezi. A tájban és a tassói feszültségben közös az asprezza, az érdesség, a komor önmegtagadás, amely Rinaldót kiűzi Armida karjaiból, amikor e szavakat hallja:
Signor, non sotto l'ombra in piaggia molle
Tra fonti e fior, tra ninfe e tra sirene,
Ma in cima all'erto e faticoso colle
Della virtú riposto é il nostro bene
Virágok és nimfák és fölöttük magasan az Erény hegyorma: ez a kettősség Tasso költészete. Látszólag mit sem vitt be magasztos költészetébe hányatott és őrült életéből, de valójában megtaláljuk a műben is lényének tragikus meghasonlottságát, egész korának tragikus meghasonlottságát lágy, lenyűgöző erotikum és elérhetetlenül magas erkölcsi eszmények között.”

## A mű sorsa
Tasso az eposzt az 1560-as években írta és 1575-re fejezte be. Művét egyházi és világi személyekkel véleményeztette és bírálataik figyelembevételével át akarta dolgozni. Az egyházi hatóság egyes szerelmi jeleneteket erkölcstelennek ítélt, a varázslók alakját nem találta elég ellenszenvesnek, stb. Az időközben egyre labilisabb idegállapotba került költőt gyógykezelésre kolostorba zárták. Fogsága idején valaki megszerezte a kéziratot, és az eposzt 1581-ben kiadták.
Tasso számára ez nagy csapást jelentett és betegségét bizonyára súlyosbította.
1587-ben kezdte átdolgozni, több részét újraírta, majd évekig csiszolgatta művét, – valójában elszegényítette. „Elveszett belőle a merész képzelet, az érzéki lágyság, amelynek hatását köszönhette.” Végül 1593-ban Gerusalemme conquistata (A meghódított Jeruzsálem) címen jelentette meg. Az utókor azonban az átdolgozott változatot nem fogadta be, szövegéről megfeledkeztek, és az eredeti változatot tekintik a végleges szövegnek.
Az eposz, elsősorban költői stílusának köszönhetően, nagy hatást gyakorolt az olasz- és a világirodalomra. Közvetlen hatását mutatja Giambattista Marino itáliai barokk költő Adone című eposza, és később több barokk eposz is született „életidegen, távoleső tárggyal, dekoratív célokat szolgáló mitológiával.” Nálunk Zrínyi Miklós választotta példaképül, de korántsem dekoratív célból. Ismeretes, hogy Madách Imre "Az ember tragédiája" bizánci képében szerepeltette Tankréd figuráját, melyet Tasso művéből ismert meg.

## Magyar fordításai
Arany János a mű egy kis részletét, 32 szakaszát fordította le. Az eposznak több magyar fordítása is készült: Tanárky János (Pest 1805), Bálint Gyula (Bécs, 1883) és Jánosi Gusztáv (Budapest, 1893). Ezek a mű teljes szövegét átültető fordítások szorgalmas munkák, de a hősköltemény líraiságát, szépségét nem tudták közvetíteni.
- Megszabadított Jéruzsálem 1-3. köt.; ford. Tanárky János; Landerer Ny., Pest, 1805
- A megszabadított Jeruzsálem; ford. Bálinth Gyula; fordítói, Pest, 1863
- A megszabadított Jeruzsálem, 1-2.; ford. Jánosi Gusztáv; Szent István-Társulat, Bp., 1893
- A megszabadított Jeruzsálem. A tanuló ifjúság számára; Jánosi Gusztáv ford. nyomán rövidítve, prózaátirat, jegyz. Pintér Kálmán; Athenaeum, Bp., 1899 (Iskolai könyvtár. Magyar olvasmányok tára)
- A megszabadított Jeruzsálem; ford. Hárs Ernő, utószó, jegyz. Király Erzsébet; Orpheusz Könyvek, Bp., 1995
- A megszabadított Jeruzsálem; ford. Tusnády László, tan., Madarász Imre; Eötvös, Bp., 1995